# Los malaventurados no lloran
«Los malaventurados no lloran» es el segundo sencillo del álbum Amantes sunt amentes, de la banda de rock mexicana, Panda. Se lanzó oficialmente el 14 de febrero de 2007, producido por Kross y asistido por Hernán Contreras (del equipo Movic:Films).[cita requerida]

## Significado
El significado literal de la canción es, según su letra, el amor y frustración que hay tras la muerte de un ser querido, con frases como «Que al igual que ella, mi voluntad también murio» que refleja la pérdida literal de la voluntad y las ganas de seguir vivo luego de este suceso. Posteriormente, en la canción, empieza a hablarse de que a pesar de que la persona puede estar mucho mejor en aquel lugar donde esté, los pensamientos suicidas llegan, y que tiene que luchar con la impotencia y el temor a suicidarse con tal de poder volver a ver a la persona.

## Vídeo
El escenario del vídeo en donde se desenvuelven las diversas acciones, está dividido en 6 habitaciones. En una de éstas se encuentra la banda tocando, mientras que en las demás se desarrolla la trama, en la que varios jóvenes intentan suicidarse de diversas formas (lanzarse por la ventana, ahogarse con una bolsa, intoxicarse en el auto, colgarse del techo, electrocutarse en el baño), sin lograrlo al final de ésta, entendiendo que el destino les ha dado una segunda oportunidad. En lugares como España se ha censurado el vídeo debido al tema tan delicado como es el suicidio.